# Talamanca de Jarama
Talamanca de Jarama ist ein Ort und eine Gemeinde (municipio) mit 4.533 Einwohnern (Stand: 2024) in der Autonomen Gemeinschaft Madrid in Zentralspanien. Der alte Ortskern wurde wegen seiner historischen Bauten als Kulturgut (Bien de Interés Cultural) in der Kategorie Conjunto histórico-artístico eingestuft.

## Lage und Verkehr
Talamanca de Jarama liegt in einer Höhe von ca. 650 Metern ü. d. M. etwa 53 Kilometer nordöstlich der Stadt Madrid am Río Jarama. Die Stadt Guadalajara in der gleichnamigen Provinz befindet sich knapp 40 Kilometer südöstlich. Toledo, die alte Hauptstadt Spaniens, liegt etwa 130 Kilometer in südwestlicher Richtung entfernt.

## Bevölkerungsentwicklung
| Jahr      | 1960 | 1970 | 1981 | 1991  | 2001  | 2012  |
| Einwohner | 724  | 783  | 888  | 1.100 | 1.658 | 3.178 |

Im 19. Jahrhundert lag die Einwohnerzahl durchgängig bei etwa 500 Personen. Vergleichsweise niedrige Grundstückspreise und Mieten haben in den letzten Jahren zu einem Zuzug von Menschen aus ländlichen Gegenden, aber auch aus der Stadt Madrid geführt.

## Wirtschaft
Lange Zeit war Talamanca de Jarama ein mittleres Handwerks- und Marktzentrum nördlich von Madrid, das im Wesentlichen von einer agrarischen Selbstversorgungswirtschaft geprägt war. Seit den 1960er Jahren ist der Tourismus als Einnahmequelle des Ortes hinzugekommen.

## Geschichte

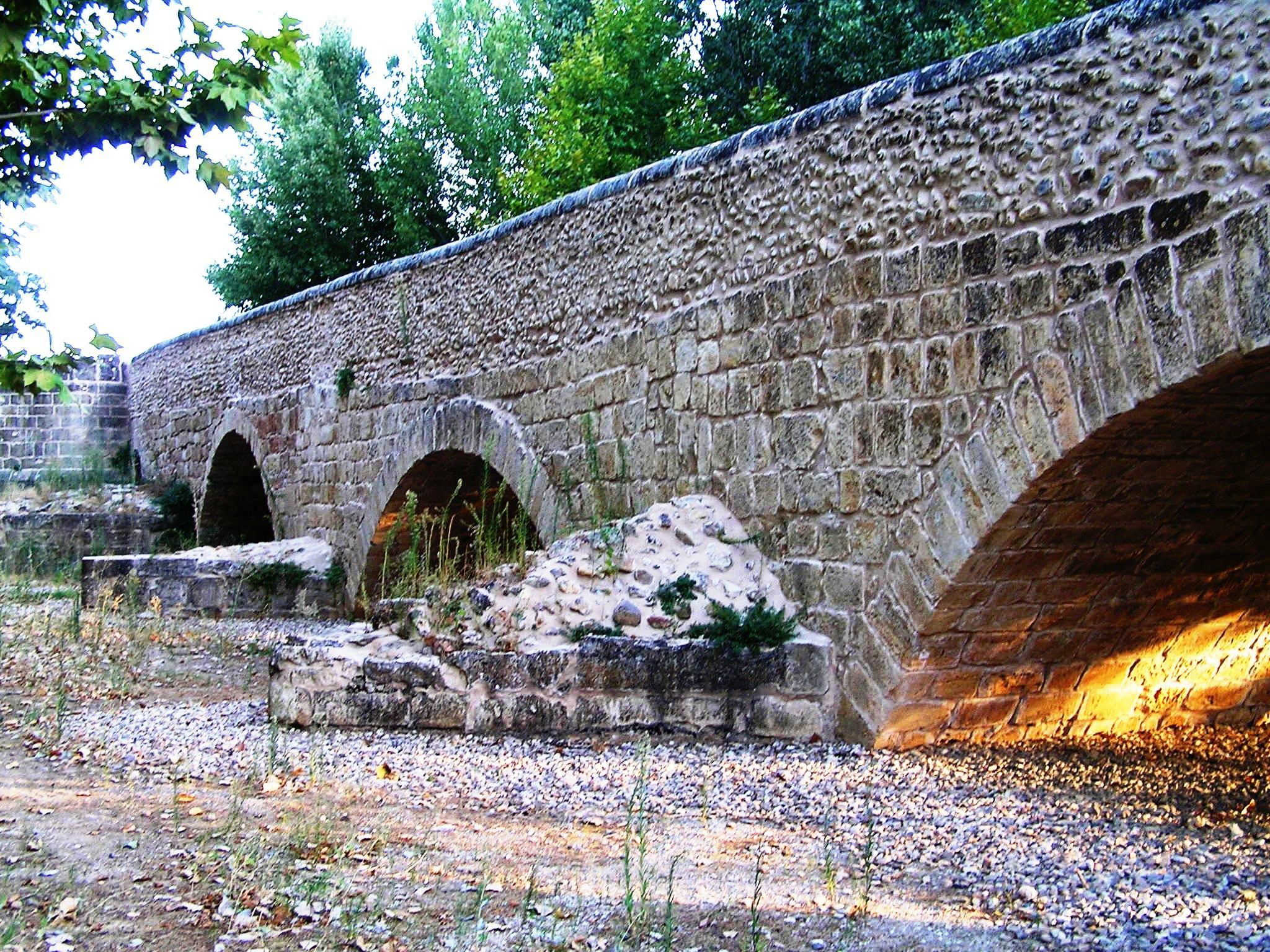
Puente Romano

Die Geschichte von Talamanca de Jarama reicht bis in die Bronze- und Eisenzeit zurück; damals war die Gegend von keltischen oder keltiberischen Stammesgruppen besiedelt. Aus dieser Periode stammt eine in der Umgebung entdeckte Nekropole. In römischer Zeit lag der Ort am Kreuzungspunkt zweier kleinerer Straßen, was die Anlage einer Siedlung begünstigte: Aus dieser Zeit stammt wahrscheinlich noch die sogenannte Römerbrücke (puente romano) über den Río Jarama. In westgotischer Zeit war der Platz ebenfalls besiedelt. Aus der Zeit der islamischen Dominanz (Al-Andalus) über weite Teile der Iberischen Halbinsel sind die meisten Spuren verschwunden; auf einer Bergkette nördlich von Talamanca stehen allerdings noch einige runde Wach- und Signaltürme (atalayas), die zu einer muslimischen Verteidigungslinie etwa 100 Kilometer nördlich von Toledo gehören und ins 9. oder 10. Jahrhundert datiert werden. Des Weiteren ist ein Chronist mit Namen Umar Al-Talamankí (951–1038) bekannt.

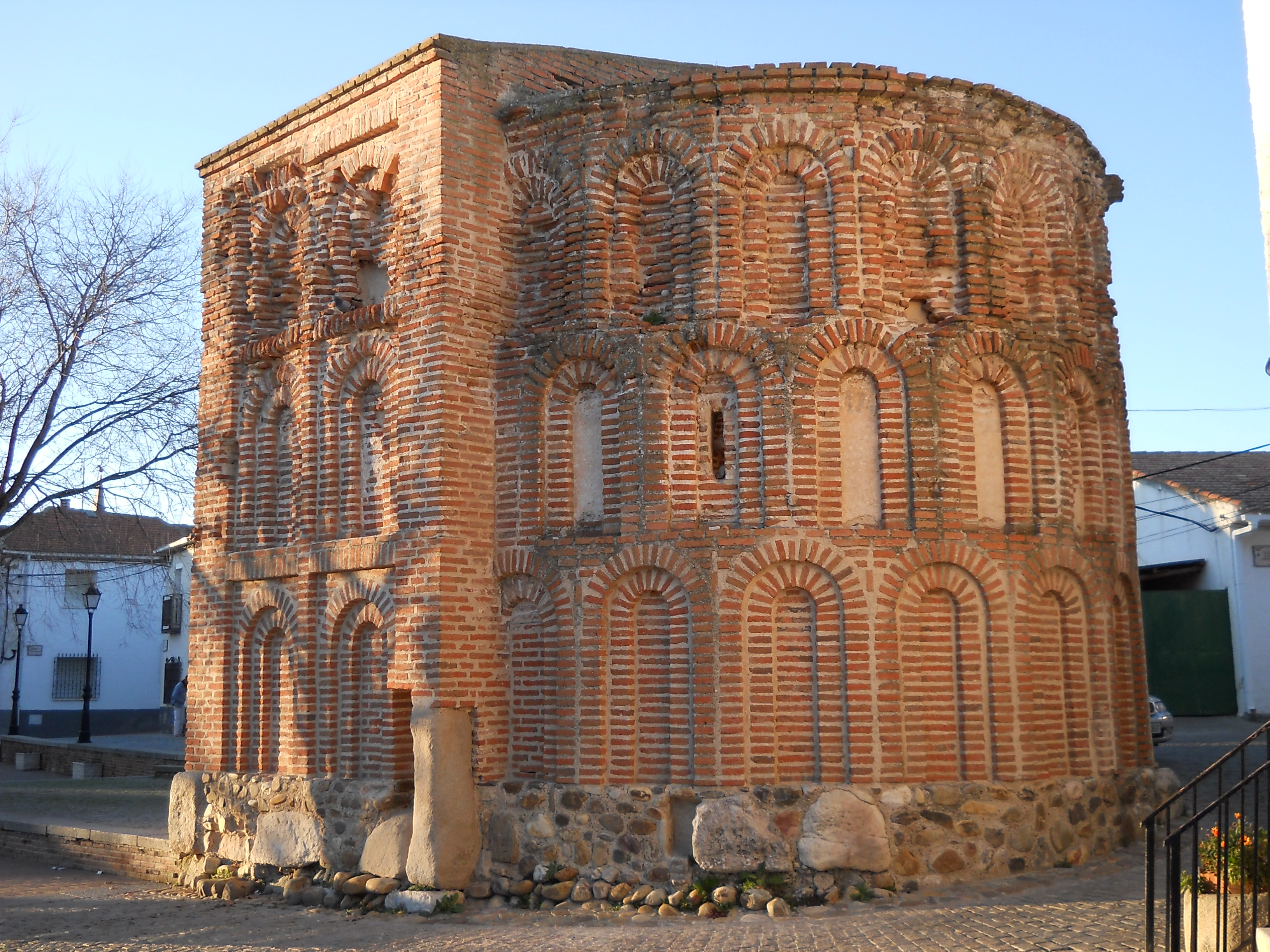
Ábside de los Milagros mit versetzten Blendarkaden im Außenbau

In den Jahren 1083–1085 fiel im Zusammenhang mit der Rückeroberung (reconquista) Toledos durch Alfons VI. auch Talamanca wieder in christliche Hände. 1140 gab Alfons VII. Talamanca und sein Umland in die Hände seiner Geliebten Urraca Fernández de Castro; 1188 vertraute Alfons VIII. die Grundherrschaft (señorio) über Talamanca dem Bistum Toledo an. Wenige Jahre später, nach der Niederlage der Truppen Alfons VIII. in der Schlacht bei Alarcos (1195) fiel Talamarca erneut für kurze Zeit in die Hände der Muslime – eine Situation, die nach der für die christlichen Heere siegreichen Schlacht bei Las Navas de Tolosa (1212) für immer korrigiert wurde. Im 13. Jahrhundert erlebte Talamanca eine wirtschaftliche und kulturelle Blütezeit, die vor allem im Zusammenhang mit der Wiederbevölkerung (repoblación) der Region durch Zuzügler aus dem Norden aber auch aus dem Süden Spaniens (mudéjares) zu sehen ist. In dieser Zeit entstand die Ábside de los Milagros, ein eindrucksvoller romanischer Ziegelsteinbau im Mudéjar-Stil.
Im 15. Jahrhundert zählte der Ort um die 2500 Einwohner – eine Zahl, die nach der Vertreibung der Juden aus Spanien in den Jahren nach 1492 bis zur Mitte des 16. Jahrhunderts auf etwa 400 zurückging. Schließlich – vor allem nach der Vertreibung der moriscos (1610) – sank sie auf den Status einer Landgemeinde zurück, die sich nach dem Prinzip der Selbstversorgung selbst von Ackerbau und Viehzucht ernähren konnte bzw. musste. Vom 16. bis ins 18. Jahrhundert wechselte die Stadt mehrfach ihren Grundherrn; zuletzt gehörte die Region im Wesentlichen dem Kartäuserorden und den Herzögen von Béjar, die im Jahre 1520 von Karl V. zu den Granden erster Klasse gezählt wurden.
Nach der – kurzzeitigen – Abschaffung aller Grundherrschaften in der liberalen Verfassung von Cádiz (1812) und der Neuordnung des spanischen Staatsgebietes im Jahre 1833 kam Talamanca zur Provinz Madrid. Kurz darauf wurden im Rahmen der desamortisación beinahe sämtliche Kirchengüter verstaatlicht. Im Spanischen Bürgerkrieg wurde Talamanca kurzzeitig erneut zu einer Grenzstadt zwischen den beiden gegnerischen Lagern.

## Sehenswürdigkeiten

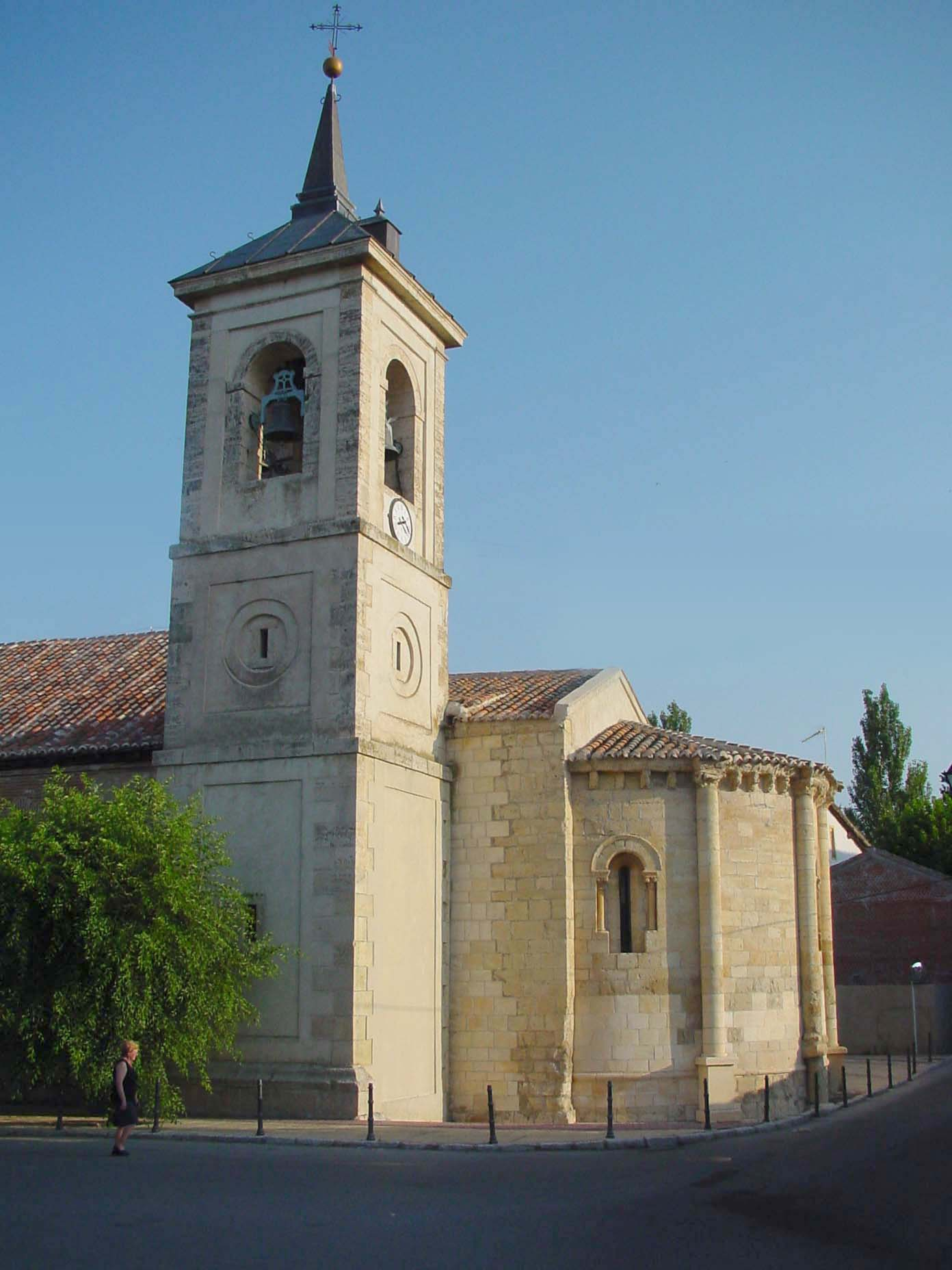
Kirche San Juan Bautista

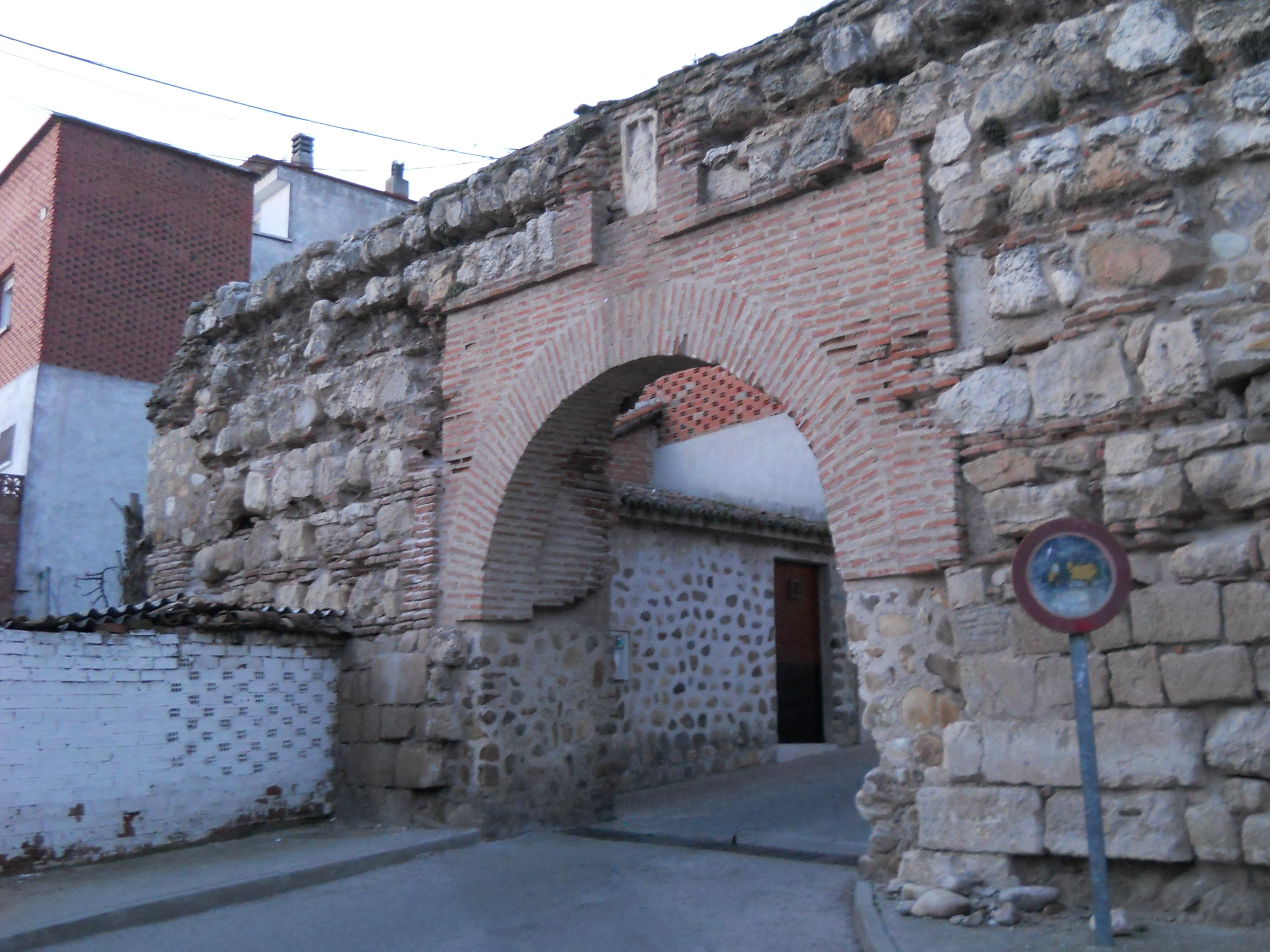
Südliches Stadttor

- Von den fünf mittelalterlichen Kirchen Talamancas sind nur zwei in Teilen erhalten: Die romanische Apsis der Kirche San Juan Bautista ist das älteste erhaltene Bauwerk der Stadt; das aus exakt behauenen Hausteinen gemauerte Halbrund wird in der Senkrechten von vier Dreiviertelsäulen gegliedert und hat drei – ehemals wahrscheinlich unverglaste – schmale Fensterschlitze mit eingestellten Säulchen. Die Konsolen unterhalb der Dachtraufe waren ehedem mit Köpfen und kleinen Figuren verziert; die Metopenfelder dazwischen zeigten eine reichhaltige geometrische Ornamentik. Der Rest der Kirche stammt im Wesentlichen aus dem 16. Jahrhundert.
- Die im Mudéjar-Stil ganz aus Ziegelstein errichtete Ábside de los Milagros wird meist nur El Morabito genannt und ist nur wenig jünger. Die Außenseite zeigt über einem Sockel aus großen, weitgehend unbehauenen Findlingen einen dreigeschossigen Aufbau aus versetzt angeordneten Blendarkaden, die sich in ihrer Größe kaum voneinander unterscheiden. Das Innere ist hingegen nur zweigeschossig; die aus Ziegelstein gemauerte Apsiskalotte verbirgt sich hinter der oberen Arkadenzone des Außenbaus. Auffällig, aber bei Bauten im Mudéjar-Stil üblich, ist das völlige Fehlen von figürlichen oder vegetabilischen Dekorelementen.
- Von der mittelalterlichen, später jedoch immer wieder ausgebesserten und in Teilen erneuerten Stadtmauer sind zwei eher unscheinbare Stadttore (Puerta Sur und Puerta del Este), drei Flankentürme sowie mehrere kurze Mauerstücke erhalten.
- Das ehemalige Kartäuserkloster (cartuja) stammt aus dem 17. Jahrhundert; die erhaltenen Bauteile sind bemerkenswert schlicht gehalten – wie es der auch hier angewandten Ziegelsteinbauweise entspricht. Die hier lebenden Mönche wandten sich im Gegensatz zu ihren städtischen Kollegen wieder der landwirtschaftlichen Arbeit zu und lehnten eine dekorative Ausstattung des Klosters ab – so entspricht die Gesamtoptik des Gebäudekomplexes eher einem bäuerlichen Gutshof. Zu den Räumlichkeiten gehören ein ziegelsteingewölbter, halb oberirdischer Keller (bodega) und eine kleine Kapelle mit Freskendekor.
- Im Nordwesten der Altstadt steht die kleine Einsiedlerkirche (ermita) La Soledad aus dem 17. Jahrhundert.
- Eine steinerne fünfbogige Segmentbogenbrücke über das ehemalige Flussbett des Río Jarama wird – aufgrund ihrer handwerklich soliden Steinbearbeitung im unteren Teil – noch in die römische Zeit datiert, was aber wegen der weitgespannten Bögen eher unwahrscheinlich ist. Die seitlichen Brüstungen mit ihren Bruch- und Kieselsteinmauern stammen mit Sicherheit aus mittelalterlicher Zeit.

Atalayas

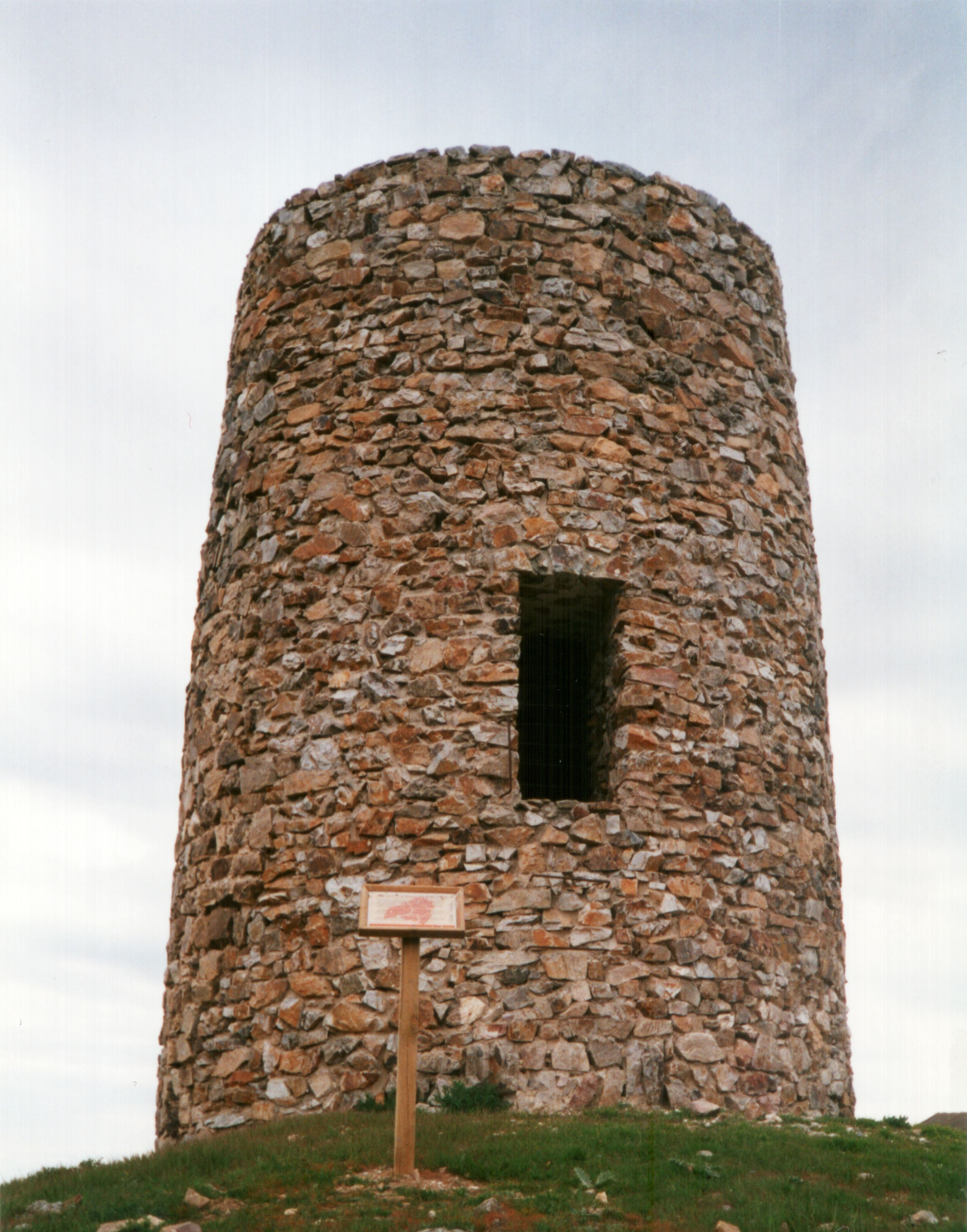
Atalaya Torrepedrera

- Auf einer etwa 1000 Meter hohen Bergkette wenige Kilometer nördlich von Talamanca stehen mehrere aus unbehauenen Natursteinen errichteten Rundtürme (atalayas) oder deren Ruinen, die im 9. und 10. Jahrhundert in der Zeit der islamischen Herrschaft als Wach- und Signaltürme errichtet wurden. Der eindrucksvollste steht beim Weiler El Vellon; bei einem Durchmesser von etwa sechs Metern erreichen seine etwa einen Meter dicke Mauern eine Höhe von ca. neun Metern. Der Zugang zum Turm befindet sich in 2,50 Metern Höhe und war nur mittels einer Leiter, die im Verteidigungsfall eingezogen werden konnten, erreichbar. Auch im Innern konnte man die hölzerne Aussichtsplattform nur über eine Leiter erreichen.
- Etwas größer im Umfang und in der Höhe aber ansonsten im Aufbau gleich ist der Atalaya Arrebatacapas bei Torrelaguna.
- Etwas kleiner im Umfang und in der Höhe ist der Atalaya Torrepedrera beim Weiler El Berrueco.

## Filme
Talamanca de Jarama bzw. einige Bauwerke der Stadt haben bei vielen Filmproduktionen als Kulisse gedient; die wichtigsten sind:
- Conan der Barbar (1982); Regie: John Milius, Hauptdarsteller: Arnold Schwarzenegger
- 1492 – Die Eroberung des Paradieses (1992); Regie: Ridley Scott, Hauptdarsteller: Gérard Depardieu
- Farinelli (1994); Regie: Gérard Corbiau, Hauptdarsteller: Stefano Dionisi
- Goyas Geister (2006); Regie: Miloš Forman, Hauptdarsteller: Stellan Skarsgård
- Alatriste (2006); Regie: Agustín Díaz Yanes, Hauptdarsteller: Viggo Mortensen

## Städtepartnerschaften
- Talamanca (Cantón), Costa Rica

## Persönlichkeiten
- Umar Al-Talamankí (951–1038), islamischer Chronist und Korangelehrter